# Pierre Montorier
Pierre Montorier, né le 8 novembre 1982 à Clermont-Ferrand, est un ancien joueur de handball évoluant au poste de pivot et ayant été joueur professionnel de 2003 à 2014.
Reconverti entraîneur, il entraine les jeunes puis l'équipe professionnelle de l'US Créteil qu'il a fait monter en Division 1 (StarLigue) avant d'être mis en retrait en janvier 2021. Il reprend du service en septembre 2023 comme entraîneur des jeunes au HBC Val de Seine puis entraîneur de l’équipe 1 depuis janvier 2024. 

## Biographie
Pierre Montorier a commencé le handball à 16 ans à Romagnat, il est rapidement parti jouer à Cournon-d'Auvergne où il a évolué en équipe jeunes et en Nationale 3.
Il rejoint en 2001 le Aurillac HCA qui évolue en Nationale 2 et gravit les échelons avec le club jusqu'en LNH, il connaît alors une sélection avec l'équipe de France et une tournée avec les A'. Il quitte le club en juin 2010 à la suite du dépôt de bilan et rejoint alors le Saint-Raphaël Var Handball. Après une saison dans le sud de la France, il signe à l'US Créteil où il termine sa carrière en juin 2014 sur un titre de Champion de France de D2.
Reconverti entraîneur, il s'occupe d'abord des U15 de 2014 à 2016 et est également responsable de la filière pré-formation du club cristollien. Il entraîne aussi le pôle espoirs d'Eaubonne (95) et la sélection du comité Val-de-Marne avec laquelle il termine vice-champion de France. En juillet 2016 il devient entraîneur de l'équipe réserve à l'US Créteil et au pôle espoirs d'Eaubonne. Il obtient le maintien en Nationale 1, 2 ans de suite, avec cette équipe.
De juillet 2018 à janvier 2021 il est entraîneur de l'équipe professionnelle de l'US Créteil. Dès sa première saison, il permet au club de terminer deuxième de la saison régulière puis d'atteindre la finale du championnat de deuxième division, synonyme d'accession en Division 1 (StarLigue). En janvier 2021, il est écarté du banc cristollien pour « des raisons médicales ».
En mai 2021, il crée un site internet destiné à la préparation physique des joueurs et à la formation des entraîneurs. En parallèle, il passe ses diplômes de coach de CrossFit.
En septembre 2023, il retourne sur la formation des jeunes et entraîne une équipe de U15 régional au HBC Val de Seine (91). Depuis janvier 2024, il entraîne l’équipe 1 du club avec pour projet de monter en National. Il est à côté préparateur physique pour les sports outdoor et coach de Crossfit. 

## Palmarès
Joueur
- Champion de France de Division 2 en 2014 avec l'US Créteil
  - Vice-champion de France en 2008 avec Aurillac HCA
- Champion de France de Nationale 1 en 2005 avec Aurillac HCA
- Champion de France de Nationale 2 en 2004 avec Aurillac HCA

En équipe nationale
- Médaille d'argent aux Jeux méditerranéens de 2009 avec l'équipe de France A'

Entraîneur
- Vice-Champion de France de Division 2 en 2019 avec l'US Créteil
- Vice-champion de France inter-comités en 2016 avec le Val-de-Marne